# ブラッドレイン 血塗られた第三帝国
『ブラッドレイン 血塗られた第三帝国』（Bloodrayne: The Third Reich）は、2010年製作のホラー・アクション映画。ウーヴェ・ボル監督の『ブラッドレイン』のシリーズ3作目。1・2作目同様にボルが監督を務めている。主人公のレインは2作目に引き続きナターシャ・マルテが演じている。

## キャスト
- レイン：ナターシャ・マルテ
- ナサニエル・グレゴール：ブレンダン・フレッチャー
- エッカート・ブランド司令官：マイケル・パレ
- マングラー医師：クリント・ハワード
- ヴァシル・ティシェンコ：ウィリアム・ベリ
- マグダ・マルコヴィッチ：アネット・カルプ
- キャスパー・イェーガー中尉：シュテフェン・メネケス

## 備考
前作同様、アメリカやドイツなど4カ国ではDVDリリースに留まったが、前作が劇場未公開だった日本では2012年3月17日からヒューマンラストシネマ渋谷にて劇場公開され、その後4月3日にDVDリリースされた｡